# Sanharó
Sanharó is een gemeente in de Braziliaanse deelstaat Pernambuco. De gemeente telt 18.723 inwoners (schatting 2009).